# Geschichte der modernen Bibelkritik
Die moderne Bibelkritik geht vor allem auf die Renaissance und die Aufklärung zurück. Das Aufkommen kritischer Wissenschaften, die sich nicht direkt der Religion verpflichtet fühlten, wie zum Beispiel der vergleichenden Geschichte, führte recht schnell zu Auseinandersetzungen mit den klerikalen Autoritäten. Thomas Hobbes, Richard Simon, und vor allem Baruch de Spinoza veröffentlichen im 17. Jahrhundert bibelkritische Texte. Spinoza sagte zum Beispiel, die Bibel sei von einfachen Menschen geschrieben, voller Irrtümer und Widersprüche, über weite Strecken nicht authentisch, und das auf ihr beruhende Christentum sei ein vorübergehendes Phänomen.

## Historischer Hintergrund
Die steigende Verfügbarkeit übersetzter Bibeln eröffnete auch Laien die Möglichkeit, die Bibel zu studieren. Einige stießen dabei auf Widersprüche innerhalb der Bibel sowie zwischen der Bibel und anderen antiken Überlieferungen. Archäologen, Historiker und andere vergleichende Wissenschaftler versuchten, mit Hilfe von Forschungen die Richtigkeit oder Fehlerhaftigkeit der Bibel zu beweisen. Nicht immer entsprachen die Ergebnisse den Absichten der Forscher. Es wurden historische Quellen gefunden, deren Angaben im Widerspruch standen zu Angaben der Bibel; beispielsweise Chronologien der ägyptischen Dynastien, die bis weit vor den angenommenen Zeitpunkt der Sintflut zurückreichten (zum Beispiel die von Manetho). Auch von naturwissenschaftlicher Seite erwuchs Kritik. Robert Hooke veröffentlichte mit Blick auf die Fossilien eine Theorie des Verschwindens der Arten, die zum biblischen Schöpfungsplan im Widerspruch stand – was schließlich in die Evolutionstheorie von Charles Darwin mündete.
Diese, auf den Ideen der Aufklärung und Säkularisierung fußende Bibelkritik trug dazu bei, dass die christliche Religion bisweilen in Frage gestellt wurde. In diese Zeit fällt auch die Auffindung eines religionskritischen Testaments des Klerikers Jean Meslier. Seine Religionskritik ging weiter als bei anderen Religionskritikern seiner Zeit: Sie mündete in einen entschiedenen Atheismus. Viele der wesentlichen bibelkritischen Argumente finden sich auch schon in Mesliers Werk, so zum Beispiel der Hinweis auf viele Widersprüche in der Bibel, die er zum Anlass nahm, die Bibel als ein von Menschen in betrügerischer Absicht geschriebenes Buch zu bezeichnen.

## 18. Jahrhundert
Diese Sichtweisen nahmen im Zuge der Aufklärung und parallel zu Kirchen- und Religionskritik im Verlauf des 18. Jahrhunderts an Verbreitung zu. Georges Minois nennt das 18. Jahrhundert das „Jahrhundert des Unglaubens“.
Die Aufzählung prominenter Bibel- und Religionskritiker beinhaltet viele bekannte Namen der Aufklärung, zum Beispiel D’Holbach, Voltaire, La Mettrie, Diderot. Entsprechend dem Motto der Aufklärung gebrauchte man den eigenen Verstand zunehmend in der Weise, dass man nicht einfach die kirchliche Doktrin akzeptierte, sondern Nachweise forderte, die Bibel selbst mit einem kritischen Blick las und die kirchliche Lehre daran maß. Bibelkritische Argumente wurden benutzt, um die gesamte kirchliche Doktrin und Autorität und die christliche Religion in Frage zu stellen, einschließlich der Existenz Gottes.
Den Schritt zum Atheismus machten jedoch viele nicht und wandten sich stattdessen dem Deismus zu, von dem Minois schrieb, er sei „eine Warteposition für Menschen, die das Christentum […] nicht mehr hinnehmen können, die jedoch […] noch einen Gott brauchen“. Der Deismus ist aus dieser Perspektive eine Position, welche die Bibel oder andere Offenbarungen als religiöse Quelle verwirft, und dabei zugleich am Glauben an eine Gottheit festhält. Es ist der Versuch, den Glauben an einen Gott mit eben der kritischen Vernunft in Einklang zu bringen, mit der man den Glauben an den Gott der Bibel für unvereinbar hielt. Es ist auch der Versuch, einem im Atheismus gesehenen moralischen Vakuum bzw. einer Sinnleere auszuweichen (siehe dazu auch Kant und Fichte).

## 19. Jahrhundert
Im 19. Jahrhundert – im Gefolge der französischen Revolution – entstanden offen atheistische Gesellschaftsmodelle, die teils die Religion vom Staat trennen, teils die Religion ganz durch Vernunft und Wissenschaft ersetzen wollten. In diesem Klima reagierte die römisch-katholische Kirche mit trotziger Abschottung, sie beharrte ohne Abstriche auf den Dogmen und Traditionen, also auch auf der Lehre von der göttlichen Inspiration der Bibel (so zum Beispiel auf dem Vaticanum I mit der Dogmatischen Konstitution Dei Filius). Im Protestantismus wurde dagegen die biblische Exegese unter den Prämissen der historisch-kritischen Methode betrieben (David Friedrich Strauß), was katholische Theologen oft als Zerstörungswerk an der Bibel beargwöhnten (zum Beispiel Félicité de Lamennais).
Das daraus – in seiner Sicht – erwachsende Dilemma für die Exegese beschreibt Minois: „Ein grausames Dilemma: entweder die Bibelkritik (d. h. die historisch-kritische Methode) zu akzeptieren und die Bibel zu einem gewöhnlichen Studienobjekt zu erklären, […] auf die Gefahr hin, das übernatürliche Element zu töten, […] was zum Unglauben führt; oder aber in aller Strenge am heiligen und inspirierten Charakter […] festzuhalten, […] und damit alle der Vernunft und der Intelligenz Hohn sprechenden Ungereimtheiten in Kauf zu nehmen, auf die Gefahr hin, die […] Köpfe zu entmutigen, die sich nicht dazu durchringen können, ihre Vernunft zu opfern.“ Kurz, Minois behauptet ein Dilemma zwischen Vernunft und Festhalten am inspirierten Charakter der Bibel.
Diese Sicht der Dinge hat gerade im 19. Jahrhundert viele Christen vom Glauben abgebracht (zum Beispiel Ernest Renan, Friedrich Engels, David Friedrich Strauß, Friedrich Nietzsche, Franz Overbeck); heute wirkt sie weiterhin (zum Beispiel Gerd Lüdemann). Auf der anderen Seite haben sich Haltungen entwickelt, die umso entschiedener auf der Autorität der Bibel als „Wort Gottes“ bestehen (siehe u. a. Dialektische Theologie, Karl Barth; Evangelikalismus, Christlicher Fundamentalismus, Eta Linnemann).
Das 19. Jahrhundert markiert ebenfalls den Beginn einer Bibelkritik – und auch allgemeiner einer Religionskritik – aus psychologischer Sicht. Große Psychologen haben sich in der einen oder anderen Form auch mit der Religion auseinandergesetzt. Die Sichtweisen sind uneinheitlich, aber eine Reihe von Psychologen können zu den Bibelkritikern gezählt werden. Psychologische Betrachtungsweisen haben seither Eingang in die Theologie und die Philosophie gefunden, aber es hat sich auch mit der Religionspsychologie ein eigener Forschungszweig etabliert. Teils versucht diese psychologische Bibelkritik die Bibeltexte im positiven Sinn als symbolisch zu deuten, was implizit eine wörtliche Lesart der Bibel verneint (zum Beispiel Eugen Drewermann), teils wird aber auch auf aus psychologischer Sicht kritikwürdige Inhalte der Bibel und deren Folgen hingewiesen, und die Bibel aus diesem Grund abgelehnt (zum Beispiel Buggle).

## Formen heutiger Bibelkritik und Gegenkritik
Moderne Bibelkritik kann verschiedene Formen annehmen. Das Spektrum erstreckt sich von offener Verunglimpfung über die Karikatur, die Satire, die Ironie, die indirekte Kritik in romanhafter oder gleichnisartiger Form, die direkte Kritik in Prosaform bis hin zu wissenschaftlichen Abhandlungen für ein spezialisiertes Publikum.
Die Gegenposition bzw. Gegenkritik zur Bibelkritik ist die (christliche) Apologetik. Sie ist die Verteidigung, insbesondere die wissenschaftliche Rechtfertigung von Glaubenslehrsätzen, mit anderen Worten jener Teilbereich der Theologie, in dem man sich mit der wissenschaftlich-rationalen Absicherung des Glaubens befasst. In der katholischen Theologie wird dieser Bereich heute meistens Fundamentaltheologie genannt.